# Lot 9525 linii Germanwings

Trasa lotu Germanwings 9525

Lot 9525 linii Germanwings – rejs samolotu średniego zasięgu typu Airbus A320-211 niemieckich tanich linii lotniczych Germanwings, lecącego z Barcelony do Düsseldorfu, który 24 marca 2015 o godzinie 10:53 rozbił się o górę w okolicy francuskiej miejscowości Prads-Haute-Bléone, w południowo-wschodniej części kraju. W wypadku samolotu zginęło 150 osób – wszyscy na pokładzie. Wrak samolotu znajdował się w Alpach na wysokości ponad 2000 m n.p.m.

## Przebieg
Po starcie z Barcelony i osiągnięciu wysokości przelotowej 38 000 ft (11 600 m) (FL380), samolot zaczął się zniżać. Piloci nie próbowali lub nie mogli skierować maszyny w pobliże lotnisk w Nicei, Marsylii lub Lyonu, a samolot podczas zniżania utrzymywał ten sam kurs aż do zderzenia z ziemią. Piloci nie zgłosili sygnału „mayday” ani w żaden inny sposób nie poinformowali kontrolerów ruchu lotniczego o problemach. Wstępne dochodzenie wykazało, że w samolocie włączony był autopilot, kapitan Patrick Sondenheimer zostawił drugiego pilota, by udać się do toalety. Drugi pilot, 28-letni Niemiec Andreas Lubitz został sam w kokpicie i przejął stery. Drugi pilot nie odpowiadał na wezwania i świadomie odmówił otwarcia drzwi – zablokował je. Przez 8 ostatnich minut lotu nie słychać żadnej rozmowy, słychać tylko normalny oddech drugiego pilota. Drugi pilot manualnie wielokrotnie zmieniał ustawienia parametrów zniżania w tym czasie. Świadomie nie odpowiadał na wezwania kontroli lotów, uruchomił opadanie maszyny lecącej na autopilocie i doprowadził do wypadku.

## Obywatelstwo pasażerów i załogi
| Państwo           | Pasażerowie | Załoga | Razem |
| ----------------- | ----------- | ------ | ----- |
| Niemcy            | 64          | 6      | 70    |
| Hiszpania         | 51          | –      | 51    |
| Argentyna         | 3           | –      | 3     |
| Kazachstan        | 3           | –      | 3     |
| Stany Zjednoczone | 3           | –      | 3     |
| Australia         | 2           | –      | 2     |
| Iran              | 2           | –      | 2     |
| Kolumbia          | 2           | –      | 2     |
| Maroko            | 2           | –      | 2     |
| Meksyk            | 2           | –      | 2     |
| Wenezuela         | 2           | –      | 2     |
| Wielka Brytania   | 2           | –      | 2     |
| Belgia            | 1           | –      | 1     |
| Chile             | 1           | –      | 1     |
| Dania             | 1           | –      | 1     |
| Holandia          | 1           | –      | 1     |
| Izrael            | 1           | –      | 1     |
| Turcja            | 1           | –      | 1     |
| Razem             | 144         | 6      | 150   |

W samolocie znajdowali się w większości obywatele Niemiec i Hiszpanii, w tym dwoje niemowląt. Na pokładzie znajdowało się również 16 uczniów i 2 nauczycielki z niemieckiego Gimnazjum im. Josepha Königa w Haltern am See, którzy przebywali w Hiszpanii w ramach wymiany szkolnej. Wśród ofiar byli między innymi niemieccy śpiewacy operowi Oleg Bryjak oraz Maria Radner z mężem i dzieckiem.
Wśród ofiar wypadku jest jedno niemowlę posiadające kilka obywatelstw: hiszpańskie, polskie i brytyjskie.

## Śledztwo
W domu drugiego pilota Andreasa Lubitza znaleziono podarte zwolnienie lekarskie obejmujące również dzień zdarzenia. Wcześniej miał on kilkumiesięczną przerwę w szkole lotnictwa, ponieważ leczył się na depresję. W trakcie wcześniejszego lotu tego samego dnia, który odbył się w przeciwnym kierunku, tj. z Düsseldorfu do Barcelony, podczas nieobecności kapitana w kokpicie, pilot ten kilkakrotnie przećwiczył wybieranie docelowej wysokości 100 stóp, które to ustawienie następnie zmieniał na maksymalne (49 000 stóp), a potem korygował do właściwego dla danej fazy lotu. Zmiany pozostały niezauważone przez kapitana po powrocie do kokpitu.

## Samolot
Samolot, który uległ wypadkowi, to Airbus A320-211 o numerze rejestracyjnym D-AIPX. Maszyna została wyprodukowana w listopadzie 1990 roku i otrzymała numer seryjny 147. Samolot odbył pierwszy lot 29 listopada 1990 dla Lufthansy. 1 czerwca 2003 został przekazany do linii Germanwings, po czym od 22 lipca 2004 r. ponownie latał dla Lufthansy. 31 stycznia 2014 trafił do Germanwings.
Dane jednostki, która uległa wypadkowi:
| Typ:                        | 320-211                         |
| Pierwszy lot:               | 29 listopada 1990               |
| Silniki:                    | 2 x CFM International CFM56-5A1 |
| Oznaczenie wariantu:        | bd.                             |
| Numer rejestracyjny:        | D-AIPX                          |
| Oznaczenie typu według ICAO | A320                            |
| Numer seryjny               | 147                             |

## Raport końcowy
Według końcowego raportu, opracowanego przez francuską instytucję odpowiedzialną za badanie wypadków lotniczych (Bureau d’Enquêtes et d’Analyses pour la sécurité de l’aviation civile, BEA), Andreas Lubitz miał symptomy wskazujące na psychotyczny epizod depresyjny i zgodnie z zaleceniem lekarza miał zgłosić się do szpitala psychiatrycznego, aby poddać się leczeniu.